# ناحیه دور، میشیگان
ناحیه دور (به انگلیسی: Dorr Township) یک منطقهٔ مسکونی در ایالات متحده آمریکا است که در شهرستان آلگان، میشیگان واقع شده‌است.
 ناحیه دور ۹۳٫۷ کیلومتر مربع مساحت و ۷٬۴۳۹ نفر جمعیت دارد و ۲۱۳ متر بالاتر از سطح دریا واقع شده‌است.